# Periclimenes kornii
Periclimenes kornii är en kräftdjursart som först beskrevs av Lo Bianco 1903.  Periclimenes kornii ingår i släktet Periclimenes och familjen Palaemonidae. Inga underarter finns listade i Catalogue of Life.